# Епархия Масатлана
Епархия Масатлана (лат. Dioecesis Mazatlanensis) — епархия Римско-католической церкви с центром в городе Масатлан, Мексика. Епархия Масатлана входит в митрополию Дуранго.Кафедральным собором архиепархии Масатлана является церковь Непорочного зачатия Пресвятой Девы Марии. 

## История
22 ноября 1958 года Римский папа Иоанн XXIII издал буллу Qui hominum, которой учредил епархию Масатлана, выделив её из Архиепархия Дуранго.
10 июня 1968 года епархия Масатлана передала часть своей территории территориальной прелатуре Эль-Сальто.

## Ординарии епархии
- епископ Miguel Garcia Franco (1958–1981);
- епископ Rafael Barraza Sánchez (1981–2005);
- епископ Mario Espinosa Contreras (2005 – по настоящее время).

## Источник
- Annuario Pontificio, Ватикан,  2005
- Булла Qui hominum, AAS 51 (1959), стр. 406  (лат.)